# Église Saint-Maurice de Saint-Maurice-d'Ibie
L'église Saint-Maurice est une église située à Saint-Maurice-d'Ibie, en France.

## Localisation
L'église est située sur la commune de Saint-Maurice-d'Ibie, dans le département français de l'Ardèche.

## Historique
Cette église date des XIe  et  XIIe siècles.

## Protection
L'église Saint-Maurice est inscrite au titre des monuments historiques en 1933.